# Mike O'Koren
Michael F. O'Koren, detto Mike (Jersey City, 7 febbraio 1958), è un ex cestista e allenatore di pallacanestro statunitense, professionista nella NBA.

## Carriera
Venne selezionato dai New Jersey Nets al primo giro del Draft NBA 1980 (6ª scelta assoluta).
Con gli Stati Uniti disputò i Giochi panamericani di San Juan 1979.